# Magnolia sirindhorniae
Magnolia sirindhorniae är en magnoliaväxtart som beskrevs av Hans Peter Nooteboom och Chalermglin. Magnolia sirindhorniae ingår i släktet Magnolia och familjen magnoliaväxter. Inga underarter finns listade i Catalogue of Life.

## Bildgalleri

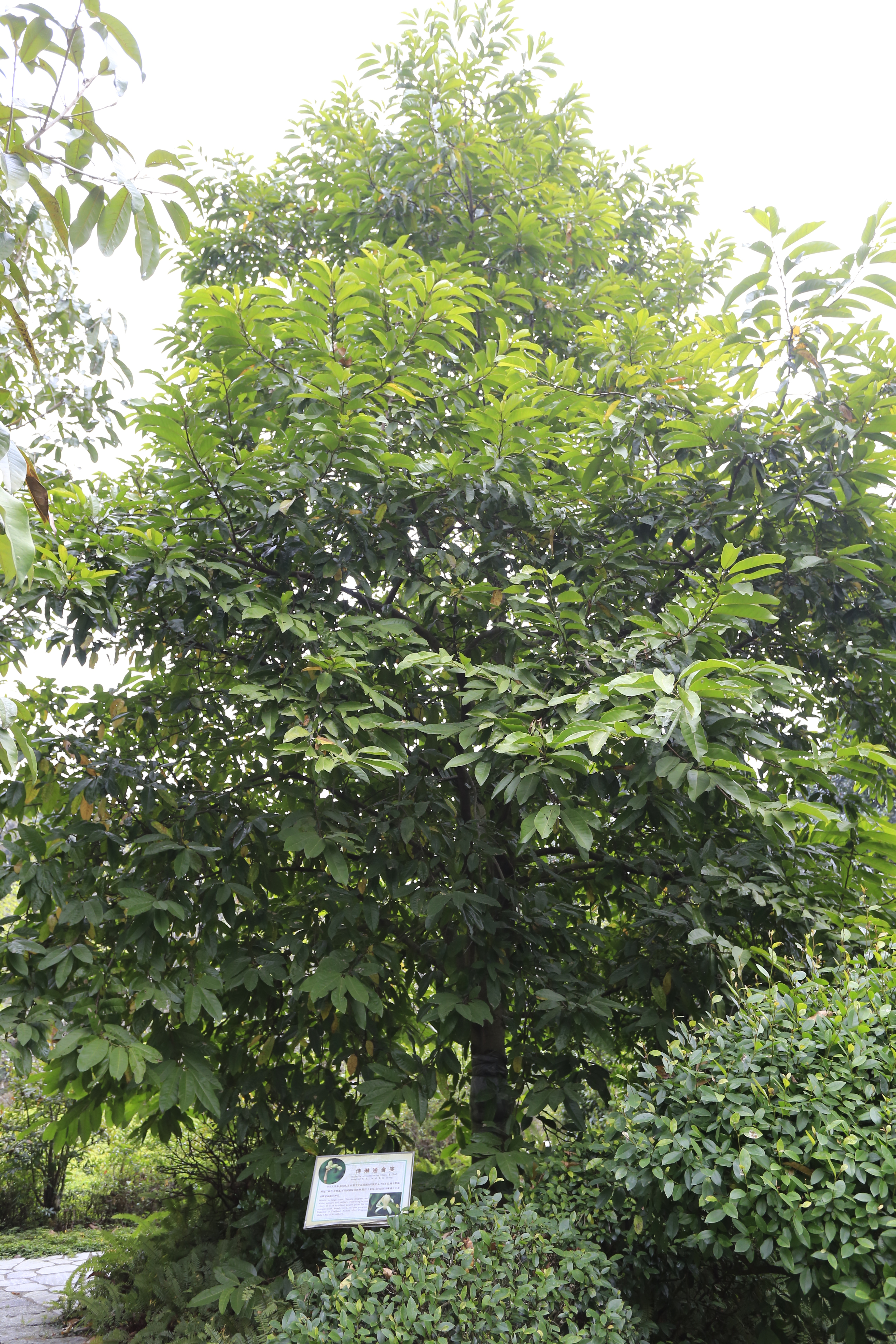
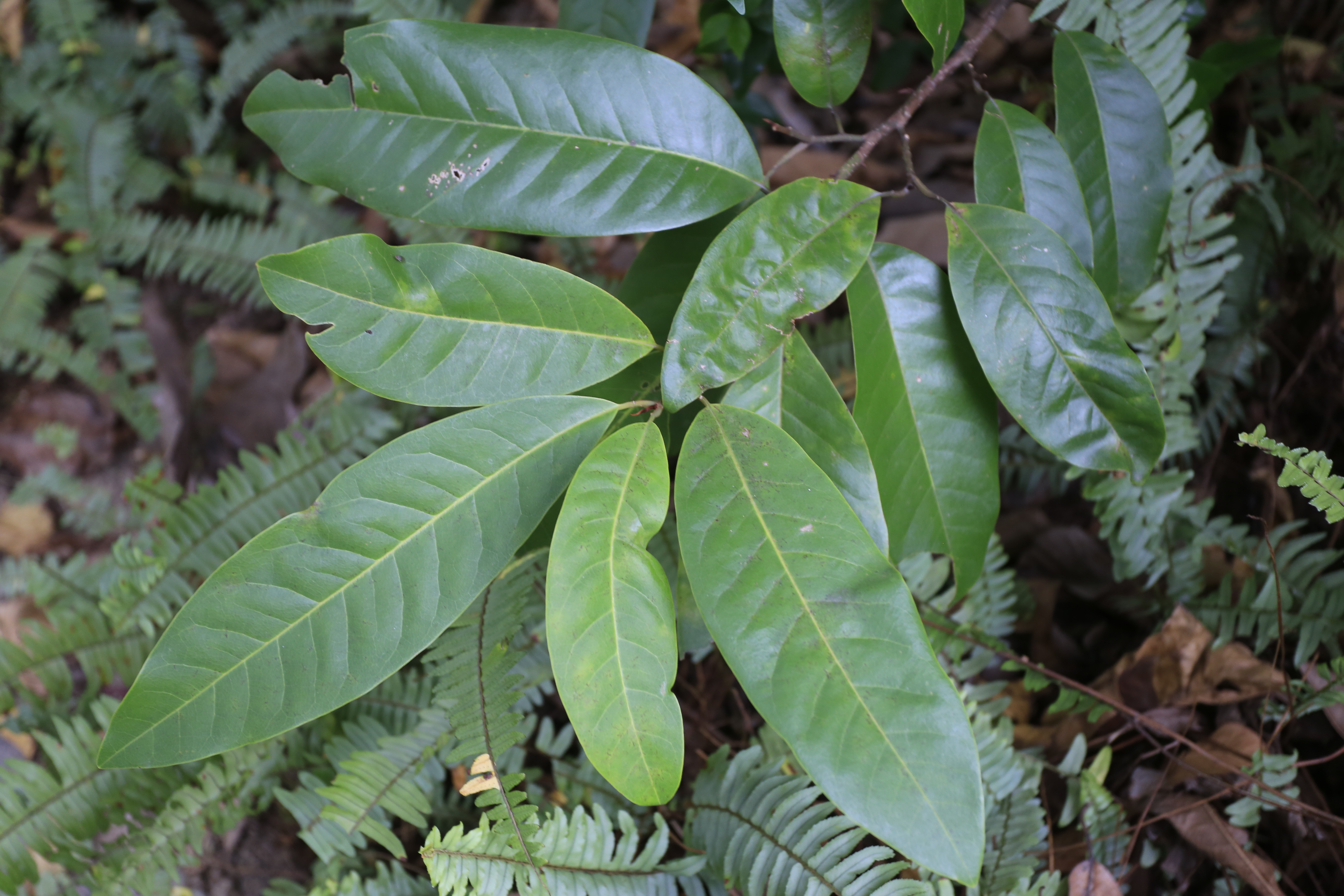